# Kwarteel
Das Kwarteel war ein niederländisches Volumenmaß vorrangig für Gewürze. Die Holländisch-Ostindische-Handelskompanie richtete sich nach diesem Maß. Auch Lebertran wurde nach Kwarteel gehandelt.
- 1 Kwarteel = 12 Steekkan = 192 Mengelen
- 1 Kwarteel = 2 Schmaltonnen
- 1 Kwarteel = 232,836 Liter